# Rayleighgolf

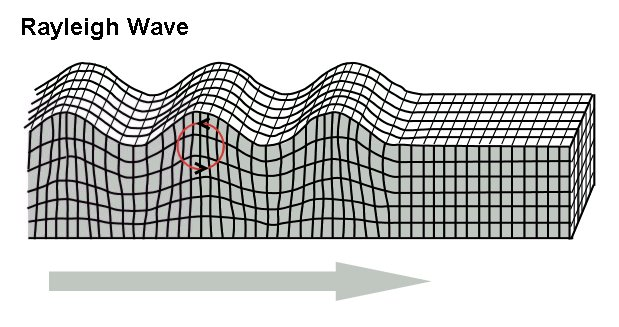
Schematische weergave van een raleighgolf

Een rayleighgolf of oppervlakte-akoestische golf (Engels: surface acoustic wave of SAW) is in de natuurkunde een type golf dat zich over een oppervlakte (dus in twee dimensies) uitbreidt (een oppervlaktegolf). Dit type golven komt voor in wateroppervlakten. Zee- of oceaangolven zijn bijvoorbeeld raleighgolven; bij aardbevingen als seismische golven; ze worden ook gebruikt in piëzo-elektrische toepassingen (SAW-toepassingen) in elektronische netwerken. SAW-toepassingen komen bijvoorbeeld voor in mobiele telefoons of draadloze netwerken.

## Ontdekking
Het bestaan van rayleighgolven werd theoretisch voorspeld door de Engelse natuurkundige John Rayleigh in 1885. De naam rayleighgolf komt van de ontdekker.

## Eigenschappen
Een rayleighgolf beweegt zich parallel aan en onder een oppervlak. In vaste media (een medium is de stof waar een golf zich doorheen beweegt) komen twee hoofdtypen golven voor: transversale en longitudinale golven. In vloeistoffen en gassen komen alleen longitudinale golven voor, omdat in deze media geen elastische vervorming kan optreden (ze hebben geen schuifmodulus).
Rayleighgolven kunnen theoretisch als een wisselwerking tussen longitudinale en transversale golven worden gezien. In doorsnede parallel aan de golfrichting gezien zal een deeltje onder de oppervlakte bij het passeren van de rayleighgolf in een cirkel of ellips bewegen. Hoe dieper in het materiaal, hoe kleiner de ellipsen zijn, tot een zone bereikt wordt waarin geen beweging plaatsvindt (een knoop). Hieronder bewegen deeltjes in tegenovergestelde ellipsen. De maximum afstand die de deeltjes afleggen (de amplitude van de rayleighgolf) neemt exponentieel af met de diepte onder het oppervlak.
Omdat rayleighgolven zich maar in twee dimensies (bij benadering) voortplanten (langs het oppervlak), neemt de amplitude met de afstand van de bron (r) slechts met {\displaystyle {\frac {1}{\sqrt {r}}}} af. Oppervlaktegolven nemen daarom minder snel af in amplitude dan ruimtegolven, die zich in 3 dimensies voortplanten. Zo kunnen bij sterke aardbevingen de oppervlaktegolven een paar keer rond de Aarde reizen voordat ze uitgedoofd zijn.

## Raleighgolven in de seismologie
Rayleighgolven hebben een lagere snelheid dan ruimtegolven of Lovegolven (het andere type oppervlaktegolf). Bij aardbevingen reizen ze met ongeveer 10 keer de geluidssnelheid in lucht door het aardoppervlak.
Raleighgolven zijn dispersief, golven met een hogere frequentie reizen langzamer dan die met een lagere frequentie. Dit komt doordat een raleighgolf met een lage frequentie een lange golflengte heeft. Lange golflengten reiken dieper in het aardoppervlak. Omdat de seismische snelheid toeneemt met de diepte, kan een golf met een lange golflengte sneller reizen. Op seismogrammen wordt de aankomst van raleighgolven van een ver afgelegen aardbeving daarom "uitgesmeerd" over langere tijd.
Bij aardbevingen zullen eerst de P- en S-golven aankomen, voor de oppervlaktegolven. Omdat de amplitude van deeltjes bij oppervlaktegolven groter is zullen de oppervlaktegolven echter meer schade veroorzaken. Bij raleighgolven zal de beweging gelijk zijn aan het golven van de zee. De intensiteit van de trillingen door raleighgolven is afhankelijk van:
- de magnitude van de aardbeving;
- de afstand tot het epicentrum van de aardbeving;
- de diepte van het hypocentrum van de aardbeving;
- de geologische structuur en opbouw van de aardkorst;
- het haardmechanisme van de aardbeving.

Lokale geologische structuren kunnen de golven aanzienlijk beïnvloeden, wat tot grote verschillen in de intensiteit van de gevoelde trillingen kan leiden over korte afstanden.

## Rayleighgolven bij dieren
Rayleighgolven zijn niet hoorbaar voor mensen, maar kunnen door veel dieren worden opgemerkt. Mensen zouden rayleighgolven moeten kunnen opvangen met hun pacinilichaampjes in de gewrichten, maar lijken ze niet bewust op te merken. Sommige dieren lijken rayleighgolven te gebruiken om te communiceren. Sommige biologen vermoeden van olifanten dat ze rayleighgolven opwekken met lage tonen. Vanwege het langzame uitdoven van rayleighgolven zijn ze geschikt om signalen over grote afstanden door te sturen. De hypothetische rayleighgolven bij olifanten hebben trouwens een veel hogere frequentie dan bij aardbevingen.